# ساری آغل (ماه‌نشان)
ساری آغل یک منطقهٔ مسکونی در ایران است که در شهرستان ماه‌نشان استان زنجان واقع شده‌است. ساری آغل ۱۴۲ نفر (۲۹ خانوار) جمعیت دارد.